# Kamichama Karin
Kamichama Karin (かみちゃまかりん), littéralement « petite déesse Karin » est une série animée japonaise sur une fille de treize ans, Karin, qui découvre qu'elle peut se transformer en déesse (kami).
C'est d'abord un manga de Koge-Donbo adapté en feuilleton à partir de janvier 2003 dans le magazine de shōjo manga Nakayoshi, publié par Kōdansha. La première série manga sera publiée en sept volumes de tankôbon, une seconde série appelée Kamichama Karin Chu commence son adaptation en feuilleton dans le même magazine en juillet 2006 ; cinq volumes de tankōbon ont été publiés. Kamichama Karin est diffusé aux États-Unis et au Canada par Tokyopop.
La série animée basée sur le manga commence à être diffusée au Japon le 6 avril 2007 sur TV Tokyo. Elle est produite par Satelight et réalisée par Takashi Anno.

## Histoire
Karin est une fille de treize ans assez typique. Elle a de très mauvaises notes à l'école et est nulle en sport. Elle vit avec sa tante après la mort de ses parents quand elle était jeune. Sa vie commence à changer après la mort de son chat Shii-chan. Elle découvre que son seul héritage de sa mère, un anneau en argent, peut la transformer en déesse (kami) avec l'aide d'Athéna. Elle devient amie de plusieurs autres personnes avec des anneaux similaires, avec lesquels ils essaient de démêler les mystères de leurs vies. L'histoire se déroule chez Kazune et Himeka Kujyou et à l'Académie Sakuragaoka, l'une des écoles les plus prestigieuses du Japon.
Kamichama Karin est souvent considérée comme une parodie du genre mahô shôjo.

## Personnages
Karin Hanazono (花園 花鈴, Hanazono Karin)
seiyū : Mai Nakahara
La protagoniste de la série. Son nom est littéralement « la fleur-clochette du jardin de fleurs », « jardin de fleurs » étant son nom de famille et « fleur-clochette » son prénom. Elle vit avec sa tante jusqu'à ce qu'elle découvre ses pouvoirs de déesse, où elle déménage chez Kazune et Himeka. Elle a 12 ou 13 ans. Son anneau possède le pouvoir d'Athéna
Elle est en réalité Suzuka Kujyou, la femme de Kazuto Kujyou.
Kazune Kujyou (九条 和音, Kujô Kazune)
seiyū : Miyuki Sawashiro
Kazune est le principal personnage mâle. Il possède l'anneau du dieu Apollon. Il dit avoir beaucoup pleuré et avoir été très faible avant l'âge de 10 ans, où il découvrit son pouvoir. Il a également 12 ou 13 ans, a très peur des insectes et il est amoureux de Karin. Il est le clone du professeur Kujyou
Il s'appelle en réalité Kazuto Kujyou.
Himeka Kujyou (九条 姫香, Kujô Himeka)
seiyū : Noriko Shitaya
Elle est l'amie de Karin et la « cousine » de Kazune. Elle représente une moitié, l'autre moitié étant la sœur cadette de Kirio, aussi prénommée Himeka. Quand l'une d'elles est forte, l'autre est faible. Elle a 12 ou 13 ans. Quand elle et Kazune étaient plus jeunes, c'était Himeka qui protégeait Kazune. En fait, elle est la fille de Kazune et de Karin
Kirio Karasuma (烏丸 キリオ, Karasuma Kirio)
seiyū : Shintaro Asanuma
Kirio est l'antagoniste principal. Il est le délégué des étudiants de l'Académie Sakuragaoka. Il teste les autres personnages principaux et lutte contre eux en dehors du campus. Il a une sœur jumelle, Kirika, mais également une « sœur », Himeka. Son anneau lui donne les pouvoirs du dieu Hadès. Karin l'appelle le binoclard (exemple:binoclard qui grimpe dans les arbres ou le binoclard qui demande en mariage etc.)
Nishikiori Michiru (錦織みちる, Nishikiori Michiru)
Michiru arrive d'Angleterre. Il a été victime d'un accident quand il était petit et ses parents sont morts. Il a été sauvé grâce au professeur Kujyou. Il a un an de plus que Kazune et Karin.
Il possède une bague de Dieu qui a d'étranges pouvoirs.
Himeka Karasuma (姫香烏丸, Karasuma Himeka)
Elle est l'autre partie de Himeka Kujyou... Elle vit chez la famille Karasuma.
Quand l'autre Himeka est forte, celle-ci est faible et l'inverse.
Kirika Karasuma (キリカ烏丸, Karasuma Kirika)
Elle est la sœur jumelle de Kirio Karasuma... Et se travestit pour aider son frère...
Elle a le pouvoir d'une déesse. Karin croyant que c'est un garçon est amoureuse d'elle... Mais plus tard Karin découvre la vérité et, étant incroyablement surprise, devient sa meilleure amie.

## Musique
Musique du générique du début :
Ankoku Tengoku (暗黒天国, Dark Heaven), du ALI PROJECT
Musique du générique de fin :
Anemone (アネモネ), de Mai Nakahara
Kuuchuu Meiro (空中迷路, Labyrinth in the Sky), de Marble (groupe)

### Source
- (en) Cet article est partiellement ou en totalité issu de l’article de Wikipédia en anglais intitulé « Kamichama Karin » (voir la liste des auteurs).